# Apucarana
Apucarana é um município localizado no Centro Norte do estado do Paraná, no Brasil. Sua população, conforme estimativas do IBGE de 2020, é de 130.134 mil habitantes, sendo a 11ª cidade mais populosa do Paraná. No Índice Firjan de Desenvolvimento Municipal (IFDM), entre as 100 cidades mais desenvolvidas, Apucarana está em 5º lugar.

## Topônimo
Segundo o historiador Romário Martins, o nome da cidade deriva dos indígenas guaianazes, que inspirados nas belezas naturais do local, o chamavam "apócaaranã", que significa "como a base da floresta grande"; apó = base; caarã = semelhante à floresta; anã = imensa. Já os estudiosos Abrahan Mongelóz Diaz e César Bejarano argumentam que o nome poderia, na verdade, ter origem no guarani, sendo uma derivação de "apucá" que significa "sorrio", para "apucará" que significaria "fazer sorrir", levando a conclusão de que "Apucarana" poderia ser entendido como "lugar que me faz sorrir".

## História

### Fundação
A região na qual se localiza a cidade foi colonizada pela Companhia de Terras Norte do Paraná a (CTNP), a exemplo de Londrina e Maringá. Os colonizadores chegaram por volta de 1930. Em 1938, Apucarana passou a integrar a categoria de vila regional. Desejando que a cidade fosse elevada a município, em julho de 1944, o movimento pró-emancipação entendeu que a visita do Interventor Manoel Ribas seria a grande oportunidade. Após detida análise das considerações apresentadas, o Interventor resolveu atender o pedido.
Com a criação da Comarca e Município de Apucarana ainda no final de 1943, a solenidade de instalação e a posse do primeiro prefeito nomeado, o Coronel Luiz José dos Santos, ficaram marcadas para o ano seguinte. Definitivamente desmembrada de Londrina, Apucarana foi elevada a município em 28 de janeiro de 1944.

## Demografia
A Companhia de Terras Norte do Paraná, registrada em 1925, adquiriu 515 mil alqueires do Governo do Paraná que foram loteados e revendidos a fazendeiros do Estado de São Paulo, a pequenos produtores de Minas Gerais e a imigrantes da Europa e de países do Oriente. Até 1938, 50% dos lotes foram adquiridos por estrangeiros. Assim a história de Apucarana está marcada pela presença da colônia japonesa e da colônia ucraniana. A cidade recebeu imigrantes portugueses, espanhóis, poloneses, italianos, libaneses, lituanos, alemães e austríacos.
Segundo o IPARDES, "A população tem apresentado crescimento constante nos últimos anos. Em 1991, havia 95 mil habitantes, ou seja, entre 1991 e 2001 houve um crescimento de 27%, ante um crescimento de 24% no Estado no período. Portanto, o município cresceu mais que a média do Paraná". A maior parte dos habitantes reside na zona urbana. "Com aproximadamente 65% dos seus residentes em idade economicamente ativa, ou seja, entre 16 e 59 anos. As crianças e adolescentes, abaixo dos 15 anos, representam cerca de 20% e os idosos, com 60 anos ou mais, apenas 12% do total".

## Geografia

### Clima
Apucarana apresenta um clima subtropical com chuvas ocasionais bem distribuídas ao longo do ano e de maior incidência no calor do verão. A temperatura média anual fica em torno dos 20°C. Nos meses de verão, a temperatura varia com sensação térmica média entre 18 e 27 graus. A temperatura média de julho, o mês mais frio, fica na casa dos 17°C, chegando perto dos 8°C nos dias mais frios de geadas. As geadas ocorrem com pouca frequência devido à falta de precipitação nos dias de frio intenso. Sendo uma cidade alta, Apucarana se caracteriza por um clima agradável, uma vez que as altas temperaturas dos meses de verão, comuns em muitas cidades brasileiras, em Apucarana, se convertem em uma temperatura amena devido ao influxo da brisa constante.  
| Dados climatológicos para Apucarana | Dados climatológicos para Apucarana | Dados climatológicos para Apucarana | Dados climatológicos para Apucarana | Dados climatológicos para Apucarana | Dados climatológicos para Apucarana | Dados climatológicos para Apucarana | Dados climatológicos para Apucarana | Dados climatológicos para Apucarana | Dados climatológicos para Apucarana | Dados climatológicos para Apucarana | Dados climatológicos para Apucarana | Dados climatológicos para Apucarana | Dados climatológicos para Apucarana |
| Mês                                 | Jan                                 | Fev                                 | Mar                                 | Abr                                 | Mai                                 | Jun                                 | Jul                                 | Ago                                 | Set                                 | Out                                 | Nov                                 | Dez                                 | Ano                                 |
| ----------------------------------- | ----------------------------------- | ----------------------------------- | ----------------------------------- | ----------------------------------- | ----------------------------------- | ----------------------------------- | ----------------------------------- | ----------------------------------- | ----------------------------------- | ----------------------------------- | ----------------------------------- | ----------------------------------- | ----------------------------------- |
| Temperatura máxima recorde (°C)     | 37,3                                | 37,9                                | 35,2                                | 33,4                                | 31                                  | 29,2                                | 30,3                                | 32,7                                | 33,4                                | 39,0                                | 35,6                                | 35,3                                | 39,0                                |
| Temperatura máxima média (°C)       | 27,9                                | 28,4                                | 26,9                                | 24,9                                | 22,1                                | 20,9                                | 19,9                                | 22,7                                | 24,4                                | 27,4                                | 27,5                                | 27,3                                | 25,3                                |
| Temperatura média (°C)              | 23,5                                | 24,1                                | 22,8                                | 20,9                                | 17,6                                | 15,4                                | 14,7                                | 17,3                                | 18,9                                | 21,6                                | 22,2                                | 22,3                                | 20,1                                |
| Temperatura mínima média (°C)       | 19,1                                | 19,4                                | 16,9                                | 14,9                                | 12,2                                | 10                                  | 9,6                                 | 11,9                                | 13,7                                | 15,9                                | 17                                  | 18,3                                | 14,8                                |
| Temperatura mínima recorde (°C)     | 10                                  | 12,3                                | 7,5                                 | 3,9                                 | 0                                   | −3                                  | −4,1                                | 0,1                                 | 1,9                                 | 7,8                                 | 8,8                                 | 10,9                                | −4,1                                |
| Fonte: Simepar                      |                                     |                                     |                                     |                                     |                                     |                                     |                                     |                                     |                                     |                                     |                                     |                                     |                                     |

## Indústria
De acordo a Agência Paraná de Desenvolvimento, em 2015, O PIB do município esteve na casa dos R$ 3.2 bilhões, colocando Apucarana em destaque como a 21º maior economia do Paraná. De 2002 a 2014, houve um crescente desenvolvimento do setor de Comércio e Serviços, que em 2015 já representava 48% do Produto Interno.
Sendo o destaque da economia do município em 2008, o boné era responsável pela geração de cerca de 6 000 empregos diretos e 4 000 empregos indiretos. Com uma produção de aproximadamente 2 000 000 de bonés por mês, a cidade produzia 80% da produção nacional, consolidando-se então como a capital nacional do boné. Atualmente destacam-se indústrias do setor Metal Mecânico, Eletro acústicas, Baterias automotivas, Agroquímicas, Rações animais, entre outras.

## Educação
Apucarana é uma cidade universitária com duas universidades públicas - UTFPR e UNESPAR - e duas faculdades particulares - FACNOPAR E FAP. Na modalidade ensino à distância, na região central, há um pólo da UAB e da UNICESUMAR nas modalidades de graduação e pós-graduação. A cidade, que já recebeu o título de "Cidade da Educação", conta com uma ampla rede de ensino distribuída em rede particular, pública estadual e pública municipal. Segundo registros do IDEB, a rede particular conta com 21 estabelecimentos de ensino; a rede pública estadual atua em 18 colégios; a rede municipal tem 59 escolas. Na infraestrutura da rede municipal: 100% das escolas fornece alimentação; 97% conta com aparelhos de TV; 87% com laboratório de informática; 49% tem laboratório de ciências; 87% com internet de banda larga para a aprendizagem. No Prêmio Band Cidades Excelentes  de 2021, Apucarana recebeu o Primeiro Lugar Nacional em Educação; em 2023 ganhou o Prêmio de Melhor Educação no Estado do Paraná.